# Phanias concoloratus
Phanias concoloratus là một loài nhện trong họ Salticidae.
Loài này thuộc chi Phanias. Phanias concoloratus được Ralph Vary Chamberlin & Willis J. Gertsch miêu tả năm 1930.